# Cristina Cruz Mínguez
Cristina Cruz Mínguez es una actriz española nacida en 1983. 
Su interpretación más recordada es en la conocida serie infantil Celia donde interpretaba a la protagonista del mismo nombre y se estrenó el 5 de enero de 1993, en TVE. Recibió el premio TP de Oro por dicha participación.
Posteriormente en 1998 apareció en la película El abuelo, basada en la novela homónima de Benito Pérez Galdós y dirigida por José Luis Garci, tras varios años sin realizar ningún trabajo interpretativo.